# Harry Hartz
Harry Hartz (ur. 24 grudnia 1896 roku w Pomonie, zm. 26 września 1974 roku w Indianapolis) – amerykański kierowca wyścigowy.

## Kariera
W swojej karierze Hartz startował głównie w Stanach Zjednoczonych w mistrzostwach AAA Championship Car oraz towarzyszącym mistrzostwom słynnym wyścigu Indianapolis 500, będącym w latach 1923-1930 jednym z wyścigów Grandes Épreuves. W drugim sezonie startów, w 1922 roku w wyścigu Indianapolis 500 uplasował się na drugiej pozycji. W mistrzostwach AAA jedenastokrotnie stawał na podium, w tym raz na jego najwyższym stopniu. Z dorobkiem 1788 punktów został sklasyfikowany na trzeciej pozycji w klasyfikacji generalnej. Rok później znów był drugi w Indy 500. Uzbierane 820 punktów dało mu czwarte miejsce w klasyfikacji mistrzostw. W sezonie 1925 zakończył wyścig na torze Indianapolis Motor Speedway na czwartym miejscu, plasując się ostatecznie na trzeciej pozycji w klasyfikacji generalnej, dzięki sześciu miejscom na podium. Największy sukces w karierze przyszedł jednak w 1926 roku, kiedy ponownie stanął na drugim stopniu podium słynnego wyścigu Indy 500. Ponadto w AAA Championship Car stawał jeszcze czternastokrotnie na podium i pięciokrotnie zwyciężał. Dorobek 2954 punktów dał mu tytuł mistrzowski. W 1927 ukończył sezon na piątej pozycji.